# Elisabeth Otter-Knoll Stichting

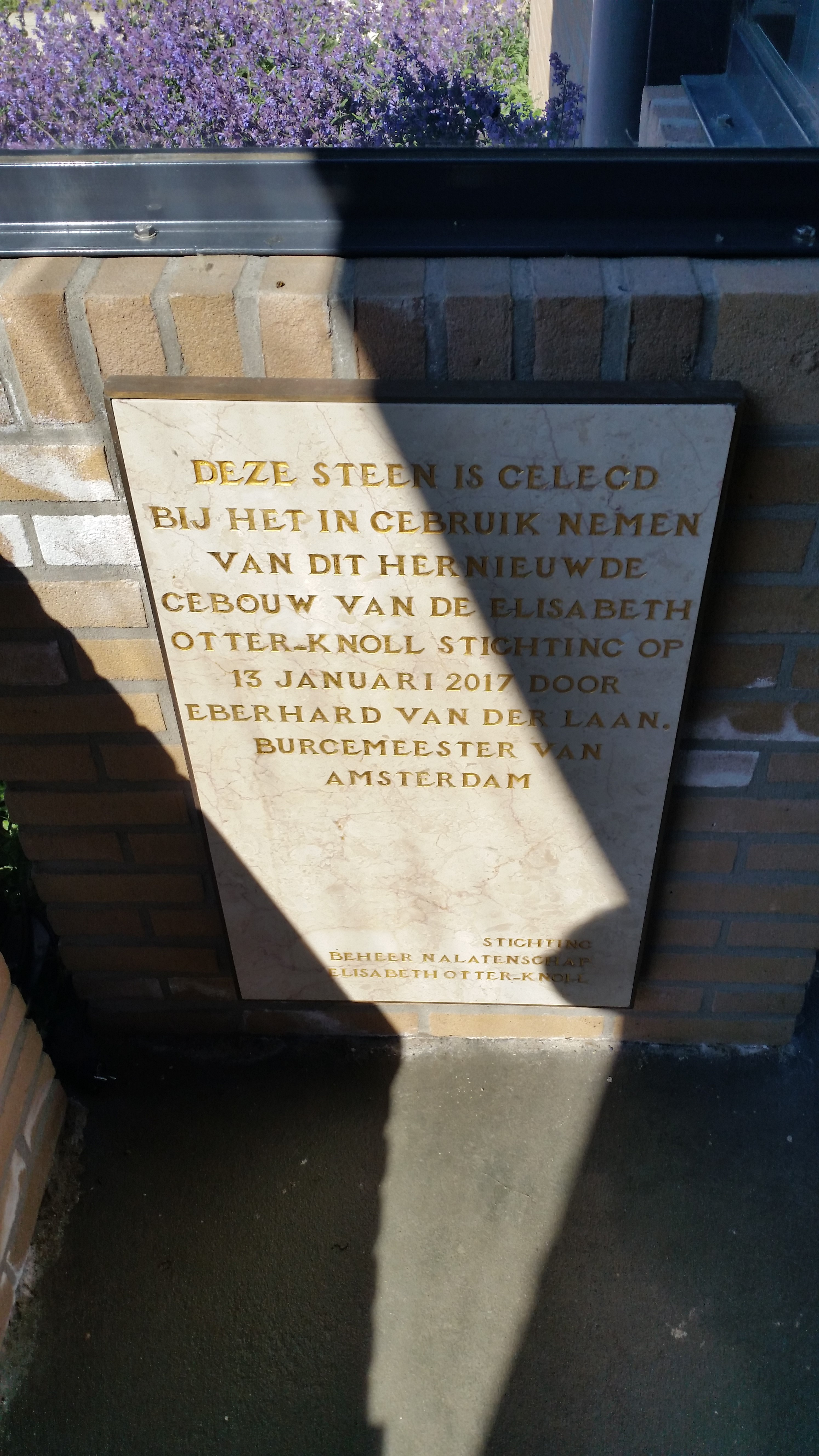
Steen opening 2017 (mei 2019)

De Elisabeth Otter-Knoll Stichting (EOKS) is een woonstichting gevestigd in de Amsterdamse Buitenveldert. De stichting is gevestigd op de hoek van Loowaard (vernoemd naar Huis Loowaard) en Van Leijenberghlaan.
Zij is vernoemd naar de vermogende initiatiefneemster Elisabeth Otter-Knoll, die in 1894 een terrein kocht aan het Eikenplein voor de vestiging van een (te)huis voor deftige oude dames. Het gebouw Eikenplein 2-22 werd in 1912 in gebruik genomen en zou jaren achtereen aan de doelstelling van de stichtster voldoen. Begin jaren tachtig voldeed dat gebouw niet meer en liet de stichting een nieuw pand bouwen voor “deftige dames” in dezelfde sfeer als het gebouw aan het Eikenplein. De ontwerpers architecten Frederik Willem de Vlaming, Harry Salm en H.M. Fennis kregen een eisenpakket met onder andere schouwen, luchters, kunst aan de muur etc. Ook kwam er een binnentuin, zoals het vorige pand ook had. De stichting omschrijft haar doelstelling als volgt:
In de Elisabeth Otter-Knoll Stichting woont een groep senioren die collectief willen wonen vanuit een gelijke leefstijl. De doelgroep van de EOKS karakteriseert zich door een sociale achtergrond en een leefstijl waarbij de betrokkenheid en belangstelling voor de samenleving, de medemens en cultuur centraal staan.
Het gebouw aan Loowaard betreft een appartementencomplex voor senioren waarin uitsluitend zelfstandig gewoond kan worden, maar waar de bewoners gebruik kunnen maken van een ruim servicepakket en thuiszorg. De bewoners kunnen culturele evenementen bezoeken die in het gebouw gehouden worden, zoals concerten, lezingen etc. In 2014 vond er nieuwbouw plaats omdat het in 1982 geopende gebouw aan vernieuwing toe was, maar men geen mogelijkheid zag dat in de bestaande bouw te realiseren. De nieuwbouw vond plaats onder architectuur van Bureau LUX. Hiermee werd afscheid genomen van intramurale zorg. In 2013 deden tevens 13 studenten hun intrede. Deze studenten hebben als belangrijke taak de opvolging van het persoonsalarm van bewoners in de nacht te realiseren. Ook zijn studenten bereid om bewoners met kleine klusjes te ondersteunen. Zo werd het huis van Elisabeth Otter-Knoll een van de voorlopers op het gebied van intergenerationeel wonen. Vanuit de gedachte van Positieve Gezondheid staat Welzijn centraal en kan zorg, geleverd door externe Wijkverpleging, ondersteunend zijn zodat bewoners zo lang mogelijk zelfstandig kunnen blijven wonen. Burgemeester Eberhard van der Laan kwam op 13 januari 2017 het nieuwe gebouw openen.
Het gebouw is gesitueerd naast winkelcentrum Gelderlandplein.